# Famine en Finlande de 1866-1868
Les années de grande faim (en finnois : suuret nälkävuodet) désignent la famine qui a eu lieu en Finlande et au nord de la Suède entre 1866 et 1868.

## Ampleur
C'est la dernière grande famine ayant des causes naturelles en Europe. 
C'est une grande catastrophe nationale où 8 % de la population finlandaise meurt de faim et jusqu'à 20 % dans certaines zones.
On compte 270 000 morts en 3 ans c'est-à-dire environ 150 000 de plus que la mortalité normale.
Les régions les plus touchées sont le Satakunta, le Häme, l'Ostrobotnie et la Carélie du Nord.

## Causes
Les années précédentes, notamment en 1862, certaines parties du pays ont souffert de mauvaises récoltes.
L'été 1866 est très pluvieux, et les cultures de base sont insuffisantes : les pommes de terre et les raves pourrissent dans les champs, et les conditions du semis d'automne sont défavorables.
Quand la nourriture stockée manque, des milliers de personnes se mettent à mendier dans les rues.
L'hiver suivant est dur, et le printemps est en retard.
À Helsinki, la température moyenne en mai 1867 est de 1,8°C, environ 8°C en dessous de la moyenne à long terme.
C'est de loin la moyenne la plus froide de ce mois dans les annales météorologiques.
Dans de nombreux endroits, les lacs et les rivières restent gelés jusqu'en juin.
Après un milieu d'été prometteur, le gel du 3 septembre ravage presque complètement les grains immatures, surtout dans le nord.
D'autres nuits glaciales ravageront le reste des récoltes.
La récolte de pommes de terre est détruite par les fortes pluies d'automne.
En conséquence, les récoltes sont d'environ la moitié de la moyenne.
On échange du grain contre des produits artisanaux, de la laine, du fil, des planches, des peaux de veau ou de mouton.
Quand les stocks alimentaires seront épuisés, des foules devront quitter le nord et l'est de la Finlande pour mendier afin de survivre,.
À l'automne 1867, les gens meurent par milliers.
Le gouvernement du grand-duché de Finlande est mal préparé pour faire face à une crise d'une telle ampleur.
Il n'y a pas d'argent disponible pour importer de la nourriture, et le gouvernement est lent à reconnaître la gravité de la situation.
Le ministre des Finances Johan Vilhelm Snellman, en particulier, ne voulait pas emprunter, de peur que le mark finlandais récemment introduit en Finlande soit affaibli.
Quand l'argent est finalement emprunté à la Banque Rothschild à Francfort à la fin de 1867, la crise a éclaté et les prix des céréales a augmenté en Europe.
En outre, il était difficile de transporter le peu d'aide pouvant être rassemblée dans un pays avec de mauvais moyens de transport.
Un certain nombre de projets de travaux publics d'urgence ont été mis en place, au premier rang desquels la construction de la ligne de chemin de fer Riihimäki – Saint-Pétersbourg.

## Réactions du Sénat de Finlande
En 1866, une loi interdisant la distillation domestique d’alcool entre en vigueur.
La justification officielle est la tempérance mais la véritable raison est la disponibilité des céréales.
Les paysans gagnaient plus à distiller l'alcool qu'à vendre les céréales pour en faire de la farine.
Cela exacerbe la pénurie de nourriture et pousse le Sénat à interdire la distillation domestique.
Quand la situation changera, il restera interdit de distiller à la maison et la loi est restée la même aujourd’hui,.